# Ghiacciaio Irwin
Il ghiacciaio Irwin è un ghiacciaio vallivo situato sulla costa di Oates, nella regione nord-occidentale della Dipendenza di Ross, in Antartide. In particolare, il ghiacciaio, il cui punto più alto si trova a circa 1400 m s.l.m., ha origine nella parte centrale dei monti Bowers, dove è in alimentato dalla parte orientale del nevaio Edlin, e fluisce verso nord-est fino a unire il proprio flusso a quello del ghiacciaio Graveson.

## Storia
Il ghiacciaio Irwin è stato mappato per la prima volta dallo United States Geological Survey grazie a fotografie aeree scattate dalla marina militare statunitense (USN) nel periodo 1960-64, e così battezzato dal comitato consultivo dei nomi antartici in onore di Carlisle S. Irwin, un glaciologo che aveva partecipato a studi sul ghiacciaio Meserve nel periodo 1966-67.